# سرخ‌پوش

کاپیتان کرک و آقای اسپاک سرخپوش‌هایی کشته‌شده را پیدا می‌کنند.

در آثار داستانی، سرخپوش (انگلیسی: Redshirt) به شخصیتی کلیشه‌ای گفته می‌شود که بلافاصله پس از معرفی شدن می‌میرد. این عبارت از مجموعه تلویزیونی پیشتازان فضا (۱۹۶۶ تا ۱۹۶۹) ریشه گرفته‌است که در قسمت‌های متوالی آن شخصیت‌های سرخپوشی که مسئولیت امنیت فضاپیما را بر عهده داشتند کشته می‌شدند.
هدف از کشتن سرخپوش‌ها معمولاً نمایشی کردن خطری است که شخصیت‌های اصلی داستان با آن روبرو هستند.